# Hibridni rat
Hibridni rat ili specijalni rat vojna je strategija koja može sadržavati elemente konvencionalnog ratovanja, prijetnje vojnom silom, terorizma, paravojnih aktivnosti, informacijskih operacija, gospodarskog ratovanja i kibernetskog ratovanja. Makar su se hibridne metode ratovanja, poput propagande, zavaravanja, sabotaže i drugih nevojnih djelovanja odavno koristile radi destabiliziranja suparnika, suvremene tehnologije i stupanj međunarodne povezanosti omogućili su u novije vrijeme pojačavanje brzine, razmjera i intenziteta hibridnih djelovanja. Stoga je pojačano i djelovanje država i međunarodnih saveza u preveniranju takvih prijetnji.
Stručnjaci za nacionalnu sigurnost u Hrvatskoj za pojavnost koja je obuhvaćena hibridnim ratovanjem često koriste termin "specijalni rat", koji se u hrvatskom jeziku koristi još od doba SFRJ. Stariji termin u međunarodnoj uporabi je "subverzija"; od 2005. godine se koristitile termini "hibridni rat" i "hibridne prijetnje" koji su u najnovije vrijeme ušli u službene dokumente i počeli se koristiti kao službeni termini.
U Europskom parlamentu 23. studenog 2016. je donijeta rezolucija (2016/2030(INI)) koja analizira opasnosti od hibridnog rata kojega protiv Europske unije vode Rusija i ISIL. Ukazuje se tu da su propagandne manipulacije ruskih medija osobito jake u zemljama u istočnom susjedstvu Europske unije, čiji su nacionalni mediji često preslabi da se nose s tim izazovom, te da su tehnologije informacijskog i komunikacijskog ratovanja upotrijebljene također sa svrhom legitimiranja prijetnji suverenosti i neovisnosti nekih članica EU; a da također ISIL,  Al-Kaida i drugi nasilni džihadističke terorističke grupe također sistematski koriste komunikacijske strategije radi opravdavanja svojih akcija protiv EU i njenih članica i protiv europskih vrijednosti, te radi poticanja svoje regrutacije među mladim Europljanima.
Europska unija je u travnju 2018. godine usvojila Zajedničku osnovu za borbu protiv hibridnih prijetnji i unaprjeđenje otpornosti EU, u kojoj se precizira da hibridna djelovanja protiv EU obuhvaćaju "mješavinu konvencionalnih i nekonvencionalnih, vojnih i ne-vojnih, otvorenih i prikrivenih aktivnosti koja mogu biti korištene na koordinirani način od državnih ili ne-državnih čimbenika radi postizanja određenih ciljeva, pri čemu ostaju ispod praga formalno proglašenoga rata a koje aktivnosti ciljaju kritične ranjivosti i nastoje kreirati zbunjenost u svrhu otežavanja brzog i djelotvornog donošenja odluka, te koje mogu obuhvatiti široki spektar mjera - od informatičkih napada na ključne informacijske sustave, preko prekida u radu ključnih infrastruktura poput energetskih ili financijski, do podrivanja javnog povjerenja u državne ustanove ili zlouporabe socijalnih poteškoća".
U suvremeno vrijeme se hibridna djelovanja - i to osobito psihološka i informativna djelovanja koja obično ne uključuju izrazito visoke troškove i ne uključuju visoke rizike - pokazuju kao najčešći oblik međunarodne agresije. Pri tome djelovanja države-agresora usmjerena na destabiliziranje, slabljenje i čak uništavanje političkih sustava drugih zemalja ostaju u velikoj mjeri prikrivena; te se na njih u suštini ne smije odgovoriti vojnim napadom.